# Niketas av Remesiana
Niketas av Remesiana, född omkring 366, död 414, var en biskop i Remesiana, dagens Serbien.
Niketas verkade som missionär bland Balkanfolken och tillskrivs flera dogmatiska och katekesiska arbeten, bland annat utläggning av en bekännelseskrift, som visat stor överensstämmelse med apostoliska trosbekännelsen, samt anses även vara den sannolike författaren av originaltexten till lovsången Te Deum.